# Casa Blanca (Arizona)
Casa Blanca è un census-designated place (CDP) degli Stati Uniti d'America della contea di Pinal nello Stato dell'Arizona. La popolazione era di 1.388 abitanti al censimento del 2010. Fa parte della comunità indiana di Gila River.

## Geografia fisica
Secondo lo United States Census Bureau, ha un'area totale di 15,79 mi² (40,90 km²).

## Società

### Evoluzione demografica
Secondo il censimento del 2010, la popolazione era di 1.388 abitanti.

### Etnie e minoranze straniere
Secondo il censimento del 2010, la composizione etnica della città era formata dall'1,01% di bianchi, lo 0,29% di afroamericani, il 96,04% di nativi americani, lo 0,14% di asiatici, lo 0% di oceanici, lo 0,94% di altre razze, e l'1,59% di due o più etnie. Ispanici o latinos di qualunque razza erano il 13,04% della popolazione.